# Ливсли, Уилфред
Уилфред Ливсли (англ. Wilfred Lievesley; 6 октября 1902 — 21 февраля 1979) — английский футболист, нападающий.

## Футбольная карьера
Родился в Нетерторпе, пригороде Стейвли, графство Дербишир. С 1920 по 1922 год выступал за «Дерби Каунти», в сезоне 1920/21 провёл за клуб 1 матч в рамках высшего дивизиона.
В октябре 1922 года перешёл в «Манчестер Юнайтед». В основном составе «Юнайтед» дебютировал 20 января 1923 года в матче Второго дивизиона против «Лидс Юнайтед». Всего в сезоне 1922/23 провёл за клуб три матча (два в чемпионате и один — в Кубке Англии).
В августе 1923 года стал игроком «Эксетер Сити». Выступал за «Эксетер» пять сезонов, сыграв в общей сложности 100 матчей и забив 38 мячей.
В сезоне 1929/30 играл за «Уиган Боро» в Третьем северном дивизионе, сыграв за клуб 29 матчей и забив 16 мячей во всех турнирах.
В следующем сезоне выступал за валлийский «Кардифф Сити» в рамках Второго дивизиона Футбольной лиги Англии, но провёл за клуб только 3 матча в лиге.
В сезоне 1930/31 играл за «Маклсфилд Таун».